# トゥヴァ自治州

トゥヴァ自治州
Тувинская автономная область
Тыва автономнуг область

トゥヴァ自治州とはソビエト連邦にかつて存在した自治州である。
それはトゥヴァ人民共和国がソ連に併合された1944年10月11日に設立された。 
そして1961年10月10日トゥヴァ自治ソビエト社会主義共和国となり、消滅した。